# Maliattha albofusca
Maliattha albofusca är en fjärilsart som beskrevs av Arnold Pagenstecher 1888. Maliattha albofusca ingår i släktet Maliattha och familjen nattflyn. Inga underarter finns listade i Catalogue of Life.